# Kilowatt-heure
Le kilowatt-heure ou kilowattheure (symbole kW h, kW⋅h ou, selon l'usage, kWh) est une unité d'énergie définie comme l'énergie produite ou consommée pendant une heure par un dispositif ayant une puissance d'un kilowatt (mille watts) :
1 kWh = 3,6 MJ = 3,6 × 106 J,
le joule (J) étant l'unité d'énergie du Système international. Pour une production ou une consommation d'énergie à puissance constante sur une durée donnée, l'énergie totale en kilowatts-heure est égale à la puissance en kilowatts multipliée par la durée en heures.
Le kilowatt-heure est surtout utilisé pour quantifier l'énergie électrique, mais aussi pour facturer le gaz combustible et faire des bilans énergétiques.

## Définition
Le mot s'écrit kilowatt heure ou kilowatt-heure selon le Système international d'unités, ou kilowattheure selon les dictionnaires usuels,. Le kilowatt-heure est une unité d'énergie correspondant à celle produite ou consommée par un dispositif de 1 000 watts (soit 1 kW) de puissance pendant une durée d'une heure. Elle vaut 3,6 mégajoules (MJ). Pour connaître l'énergie consommée par un appareil électrique, si sa puissance est constante, il suffit de multiplier celle-ci (en kilowatts) par sa durée d'utilisation (en heures) ; si sa puissance n'est pas constante, il faut mathématiquement l'intégrer sur la durée d'utilisation.
Exemples
- Un vélo à assistance électrique doté d'une batterie de 600 Wh (quantité d'énergie) et d'un moteur de puissance 300 W peut rouler 2 heures avec l'assistance au maximum. Son chargeur de 150 W permet de recharger la batterie en 4 heures (600 = 300 × 2 = 150 × 4).
- Un appareil de 2 500 W (2,5 kW) utilisé à puissance maximale pendant 2 heures aura consommé 2,5 kW × 2 h = 5 kWh en tout.
- Un appareil électrique d'une puissance d'un watt (1 W) utilisé en permanence consomme en un an 8,76 kWh : 1 W × 24 h/j × 365 j = 8 760 Wh.
- Une ampoule de 100 W allumée pendant 24 heures consomme 2 400 Wh : 100 × 24, soit 2,4 kWh. Si l'on considère un coût moyen du kilowatt-heure de 0,13 €, la consommation électrique de cette ampoule coûte 0,312 € par jour soit 9,36 € par mois de trente jours.

## Symbole
Le Système international d'unités (SI) préconise l'utilisation des symboles « kW h » ou « kW⋅h », mais dans la pratique, la notation « kWh » (sans point ni espace) est largement utilisée. Cette pratique est adoptée par la norme AFNOR X 02-003 (§ 6.5.1), laquelle permet « d'accoler les noms ou les symboles d'unités simples lorsqu'aucune confusion ne peut en résulter. Cette manière de faire est la plus usuelle pour les unités composées watt-heure, volt-ampère ».
Le symbole du préfixe kilo est « k » en minuscule. La notation « KWh » est à proscrire, car, dans le système international d'unités (SI), le K majuscule est le symbole du kelvin, unité de température thermodynamique. De même, la notation « KWH » (avec un K et un H majuscule) est à proscrire, car le H majuscule est le symbole du henry.

## Multiples et sous-multiples usuels
- 1 watt-heure (Wh) = 3 600 J = 3,6 kJ
- 1 kilowatt-heure (kWh) = 1 000 Wh = 3,6 MJ
- 1 mégawatt-heure (MWh) = 1 000 kWh = 1 000 000 Wh = 3,6 GJ
- 1 gigawatt-heure (GWh) = 1 000 MWh = 1 000 000 kWh = 1 000 000 000 Wh = 3,6 TJ[a]
- 1 térawatt-heure (TWh) = 1 000 GWh = 1 000 000 MWh = 1 000 000 000 kWh = 1 000 000 000 000 Wh = 3,6 PJ (pétajoules)[b]
- 1 pétawatt-heure (PWh) = 1 000 TWh = 3,6 EJ (exajoules)

## Confusion entre watts-heures et watts
La confusion entre énergie et puissance est assez fréquente. L'énergie est exprimée en joules (J) ou en watts-heures (Wh) ; un watt-heure est l'énergie fournie ou consommée par un dispositif d'une puissance d'un watt pendant une heure. La puissance est un débit d'énergie, c'est-à-dire une quantité d'énergie par unité de temps, exprimée en watts (W) ; un watt équivaut à un joule par seconde (1 J/s).
Ainsi, une centrale électrique de 1 000 MW de puissance peut produire en 24 heures une énergie de 24 000 MWh.

## Utilisation
Le kilowatt-heure est surtout utilisé pour mesurer l'énergie électrique, aussi bien quand elle est produite par un générateur électrique que quand elle est consommée, mais elle est aussi utilisée pour d'autres énergies. Elle est ainsi communément utilisée par les compagnies de gaz pour facturer le gaz combustible. Elle sert également à faire des bilans énergétiques.

### Scénarios de transition énergétique
Le térawatt-heure est une unité d'énergie communément utilisée dans les scénarios de transition énergétique, par exemple par l'association négaWatt, GrDF et Greenpeace. Ils utilisent les térawatts-heure consommés en une année, indiqués sous la forme « TWh/an ».
Une énergie mesurée sur une année est analogue à une puissance moyenne tout au long de l'année, 1 TWh/an correspond à une puissance moyenne d'environ 114 MW ; à une autre échelle, que l'on pourrait qualifier d'individuelle, 1 kWh/an correspond à une puissance moyenne annuelle d'environ 0,114 W.
D'autres scénarios, comme celui de l'Agence de l'environnement et de la maîtrise de l'énergie (ADEME) ou de The Shift Project (TSP), ont recours aux Mtep/an, équivalents à 11,63 TWh/an.

### Consommation des véhicules électriques
La consommation des véhicules électriques est exprimée en kWh/100 km. Pour comparer la consommation en kWh/100 km d'une voiture électrique à celle d'une voiture à essence, il suffit en première approximation de diviser la valeur par 10,. Ainsi, une consommation électrique de 20 kWh/100 km correspond environ à une consommation d'essence équivalente de 2 L/100 km.
Une consommation de 1 kWh/100 km équivaut formellement à une force moyenne de 36 N, idée reprise par le diagramme de Gabrielli – von Kármán. Une force équivaut également formellement à une puissance divisée par une vitesse, selon la relation suivante : 1 kWh/100 km = 1 kW/(100 km/h) = 10 W/(km/h). Ainsi, toujours avec le même exemple, 20 kWh/100 km équivaut à 200 Wh/km, soit une puissance de 20 kW pour une vitesse de 100 km/h par exemple.
Un vélo à assistance électrique a une consommation de l'ordre de 1 kWh/100 km dans des conditions de roulage favorables[réf. nécessaire].

## Kilowatt-heure d'énergie primaire
Le kilowatt-heure d'énergie primaire (kWhep, ou kWhep) est défini et utilisé dans le domaine de la réglementation thermique française à partir de la version RT 2012.